# High tensile
High tensile är en typ av metalltråd för elstängsel.
Tråden är dels kraftigt galvaniserad för att kunna klara tuffa utomhusmiljöer under många år, och dels är den försträckt vid tillverkningen så att den inte töjs ut när man belastar den, utan istället klarar hög dragbelastning tills den går av. Det senare gör att den är enklare att spänna när man monterar ett stängsel.
Tråden är mycket styv och svår att hantera. Vid upplindningen när man monterar tråden, bör man antingen montera trådlindan på en upprullningsanordning och gå långsamt fram medan man monterar tråden, alternativt rulla upp 2-3 varv och därefter snurra trådlindan i motsatt riktning. Risken är annars att man får samma fenomen som på en krullad telefonsladd.
High tensile-tråd är dyr per meter, jämfört med annan metalltråd till elstängsel, men galvaniseringen gör å andra sidan att tråden håller längre tid. Jämfört med andra stängseltrådar, till exempel elrep eller elband, är High tensile-tråden billig.
Vissa djur kan ha svårt att se tråden. Därför bör man antingen varva tråden med annan typ av tråd, eller montera plastremsor på tråden för att de lättare ska kunna se var stängslet går och undvika det.